# Pee Wee Reese
Harold Henry Reese, dit Pee Wee Reese, né le 23 juillet 1918 à Ekron (Kentucky) et mort le 14 août 1999 à Louisville (Kentucky), est un joueur américain de baseball évoluant dans la Ligue majeure entre 1940 et 1958.
Vainqueur de la Série mondiale 1955 avec les Dodgers de Brooklyn, dix fois sélectionné au match des étoiles (1942, 1946, 1947, 1948, 1949, 1950, 1951, 1952, 1953, 1954) et élu au Temple de la renommée du baseball en 1984, son numéro (1) est retiré par les Dodgers cette même année 1984.
Joueur de vestiaire très important, il est surnommé "Little Colonel" par ses coéquipiers des Dodgers. Il se signale notamment en soutenant Jackie Robinson lors de l'entraînement de printemps 1947, refusant de signer une pétition demandant son éviction de l'équipe.

## Biographie
Après des études secondaires achevées en 1937 à la duPont Manual High School de Louisville (Kentucky), Pee Wee Reese évolue en ligues mineures avec les Colonels de Louisville de Association américaine en 1938. Il brille tellement que les Red Sox de Boston achète la formation des Louisville Colonels afin de s'assurer la signature de Reese à Boston. Le manager des Red Sox tranche toutefois en faveur du vieillissant Joe Cronin, et Reese est transféré chez les Dodgers de Brooklyn contre 35 000 dollars et quatre joueurs. 
Il reste en Ligues mineures en 1939 puis est appelé en Ligue majeure au début de la saison 1940. Il fait ses premiers pas en Ligue majeure le 23 avril 1940.
De 1943 à 1945, il sert dans l'US Navy.
Après sa carrière de joueur, il devient instructeur chez les Dodgers. Il est en poste en 1955 lors de la victoire en Série mondiale. Reese devient ensuite commentateur pour la télévision. Il officie sur CBS de 1960 à 1965 puis sur NBC de 1966 à 1968.